# ناهنجاری کروموزومی
ناهنجاری کروموزومی یا اختلال کروموزومی (به انگلیسی: Chromosome abnormality) عبارت‌است از حذف، اضافه‌شدن یا بی‌نظمی در دی‌ان‌ای موجود در ساختمان کروموزوم‌ها. این موارد می‌توانند به صورت ناهنجاری عددی که تعداد غیرمعمولی کروموزوم وجود دارد، یا به‌عنوان ناهنجاری ساختاری، که طی آن یک یا چند کروموزوم منفرد تغییر می‌کنند، رخ دهد. اصطلاح جهش کروموزومی، قبلاً به معنای دقیق به معنای تغییر در یک بخش کروموزومی بود که بیش از یک ژن را درگیر می‌کرد. ناهنجاری‌های کروموزومی معمولاً زمانی اتفاق می‌افتند که هنگام میوز یا میتوز، خطایی در تقسیم سلولی ایجاد شود. با مقایسهٔ کاریوتایپ (مجموعهٔ کاملی از کروموزوم‌ها) با کاریوتایپ معمولی از طریق آزمایش ژنتیک، ممکن است ناهنجاری‌های کروموزومی شناسایی یا تأیید شوند.

## ناهنجاری عددی

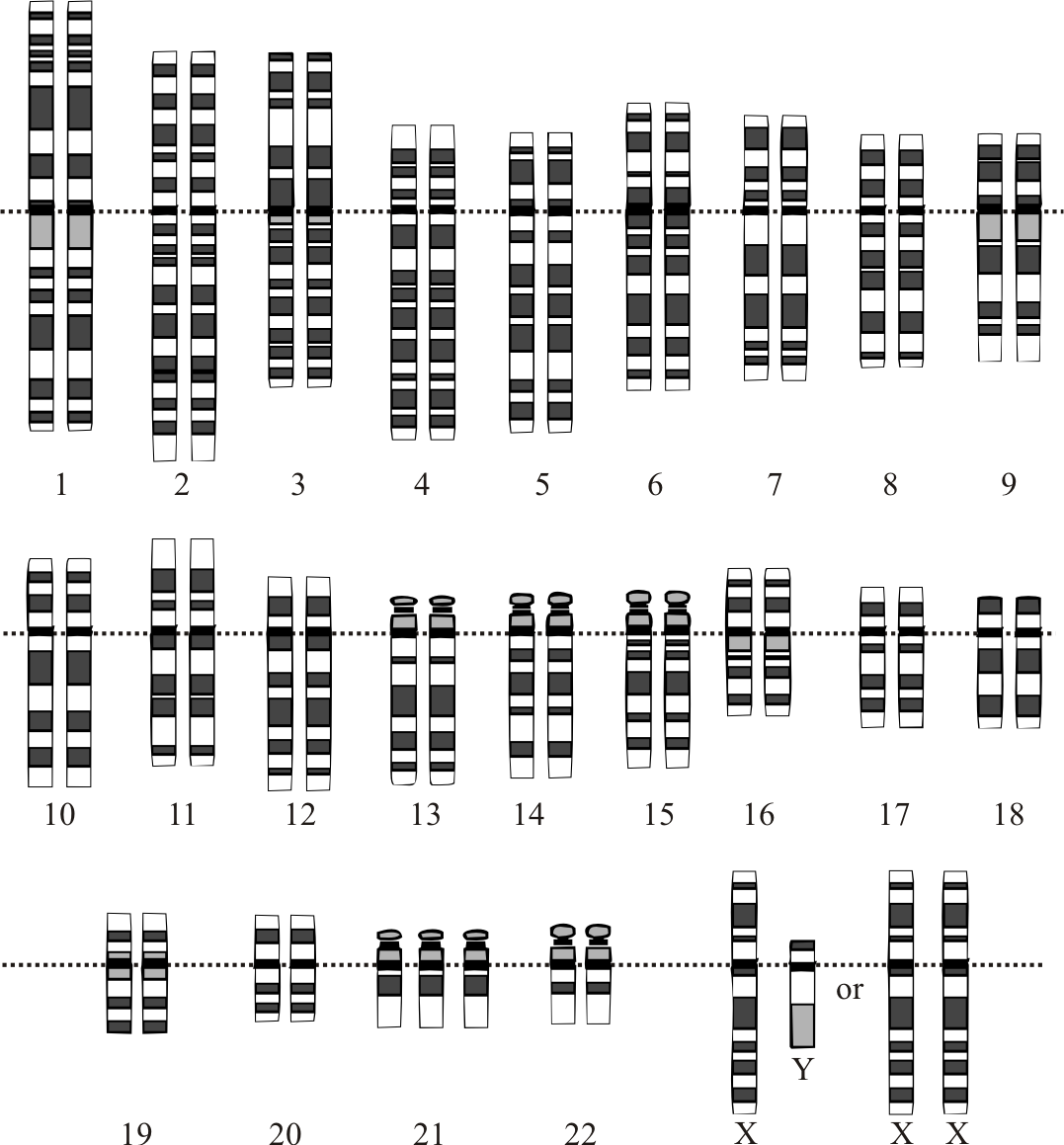
کاریوتیپ فردی با سندرم تریزومی ۲۱ که وجود سه نسخه از کروموزوم ۲۱ را نشان می‌دهد.

تعداد غیرطبیعی کروموزوم در سلول‌ها آنیوپلوئیدی نامیده می‌شود و هنگامی اتفاق می‌افتد که فردی یا فاقد یک کروموزوم از یک جفت باشد (که منجر به مونوزومی شود) یا دارای بیش از دو کروموزوم از یک جفت (تریزومی، تترازومی و غیره) باشد. آنیوپلوئیدی می‌تواند کامل باشد و شامل یک کروموزوم کامل از دست رفته یا اضافه شده باشد یا این‌که آنیوپلوئیدی، جزئی و محدود باشد که فقط بخشی از کروموزوم از بین رفته یا اضافه شده‌است. آنیوپلوئیدی می‌تواند هم در کروموزوم‌های جنسی و هم در اتوزوم‌ها ایجاد شود.
نمونه‌ای از تریزومی در انسان، نشانگان داون است که نوعی اختلال در رشد است که در اثر وجود یک نسخهٔ اضافی از کروموزوم ۲۱ انسان ایجاد می‌شود؛ بنابراین به این اختلال تریزومی ۲۱ نیز گفته می‌شود.
نمونه‌ای از مونوزومی نیز در انسان نشانگان ترنر است که فرد فقط با یک کروموزوم جنسی ایکس متولد می‌شود.

### آنیوپلوئیدی اسپرم
قرار گرفتن مردان در معرض خطرات خاصی از سبک زندگی، محیطی یا شغلی ممکن است خطر بروز اسپرم آنیوپلوئید را افزایش دهد. به‌طور خاص، خطر آنیوپلوئیدی با استعمال دخانیات و قرار گرفتن در معرض بنزن، حشره‌کش‌ها، و ترکیبات پرفلورین افزایش می‌یابد. افزایش آنیوپلوئیدی غالباً با افزایش آسیب دی‌ان‌ای در اسپرم همراه است.

## ناهنجاری‌های ساختاری

سه جهش عمدهٔ تک‌کروموزومی: حذف (۱)، مضاعف شدن (۲) و وارونگی (۳).

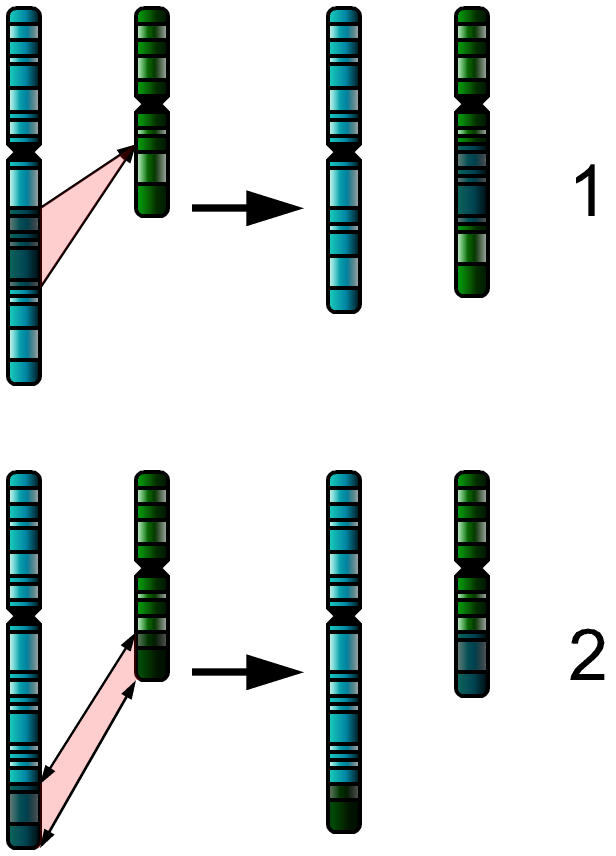
دو جهش عمدهٔ دوکروموزومی: درج (۱) و جابجایی (۲).

اختلال در ساختار کروموزوم می‌تواند به اشکال مختلفی انجام شود:
- حذف‌ها: بخشی از کروموزوم وجود ندارد یا حذف شده‌است. اختلالات شناخته شده در انسان شامل سندرم ولف-هیرشورن است، که ناشی از حذف جزئی بازوی کوتاه کروموزوم ۴ است. و سندرم ژاکوبسن که اختلال حذف ترمینال 11q نیز نامیده می‌شود.
- مضاعف شدن ژن: بخشی از کروموزوم کپی شده‌است و در نتیجه ماده ژنتیکی اضافی ایجاد می‌شود. اختلالات شناخته شده انسانی شامل بیماری شارکو-ماری-توث است که ممکن است به دلیل تکثیر ژن رمزگذار پروتئین میلین محیطی ۲۲ (PMP22) در کروموزوم ۱۷ ایجاد شود.
- وارونگی کروموزومی: بخشی از کروموزوم شکسته، وارونه شده و دوباره به‌هم متصل می‌شود؛ بنابراین ترتیب ماده ژنتیکی نیز معکوس می‌شود.
- درج‌ها: بخشی از یک کروموزوم از محل طبیعی خود حذف شده و در کروموزوم دیگر قرار داده شده‌است.
- جابه‌جایی‌ها: بخشی از یک کروموزوم به کروموزوم دیگر منتقل می‌شود. دو نوع انتقال اصلی وجود دارد:
  - جابه‌جایی متقابل: بخش‌هایی از دو کروموزوم مختلف، رد و بدل شده‌اند.
  - جابه‌جایی رابرتسونین: یک کروموزوم کامل در محل سانترومر به دیگری متصل می‌شود. در انسان این موارد فقط در کروموزوم ۱۳، کروموزوم ۱۴، کروموزوم ۱۵، کروموزوم ۲۱ و کروموزوم ۲۲ اتفاق می‌افتد.
- حلقه‌ای شدن: بخشی از کروموزوم، شکسته و یک دایره یا حلقه تشکیل می‌شود. این مورد می‌تواند با از بین رفتن مواد ژنتیکی یا بدون آن اتفاق بیفتد.
- ایزوکروموزوم: توسط یک کپی تصویر آینه‌ای از یک بخش کروموزوم شامل سانترومر تشکیل می‌شود.

سندرم‌های ناپایداری کروموزومی گروهی از اختلالات هستند که باعث بی‌ثباتی و شکستگی کروموزوم‌ها می‌شوند. این سندروم‌ها اغلب منجر به افزایش احتمال و شانس ابتلا به انواع خاصی از بدخیمی می‌شوند.

## وراثت
بیشتر ناهنجاری‌های کروموزومی به صورت تصادفی در سلول تخمک یا اسپرم اتفاق می‌افتند؛ بنابراین ناهنجاری ایجاد شده در همگی سلول‌های بدن وجود دارد. برخی از ناهنجاری‌ها ممکن است بعد از بارداری اتفاق بیفتند، و در نتیجه، منجر به وقوع پدیدهٔ موزاییک ژنتیکی شوند (پدیده‌ای که بعضی سلول‌ها ناهنجاری دارند و بعضی دیگر آن را ندارند). ناهنجاری‌های کروموزومی می‌تواند از والدین، به فرزند ارث برسد یا جدید (de novo) باشد. به همین دلیل است که مطالعات کروموزومی اغلب بر روی والدین انجام می‌شود (زمانی که کودک دارای ناهنجاری است). اگر والدین این ناهنجاری را نداشته باشند، ناهنجاری در ابتدا به ارث نرسیده‌است اما ممکن است به نسل‌های بعدی منتقل شود.

## ناهنجاری‌های کروموزومی اکتسابی
بیشتر سرطان‌ها و احتمالاً همگی آن‌ها می‌توانند باعث ناهنجاری‌های کروموزومی شوند، یا با تشکیل ژن‌های ترکیبی و پروتئین‌های همجوشی، از بین بردن تنظیم ژن‌ها و بیان بیش از حد پروتئین‌ها، یا از بین رفتن ژن‌های سرکوب‌گر تومور شوند. (برای اطلاعات بیشتر به "بانک اطلاعاتی Mitelman" و "اطلس ژنتیک و سیتوژنتیک در آنکولوژی و خون‌شناسی مراجعه کنید) به‌علاوه، برخی از ناهنجاری‌های کروموزومی سازگار می‌توانند سلول‌های طبیعی را از طریق جابه‌جایی ژن‌ها به سلول سرطانی تبدیل کرده و منجر به بیان نامناسب ژن‌ها در این سلول‌ها شوند.

## آسیب دی‌ان‌ای طی اسپرماتوژنز
در طول میتوز و میوز و تقسیمات سلولی در پستانداران، فرایند بازسازی دی‌ان‌ای در از بین بردن آسیب‌های وارد شده به دی‌ان‌ای مؤثر است. با این حال، در اسپرماتوژنز توانایی ترمیم آسیب‌های دی‌ان‌ای در قسمت آخر فرایند اسپرماتوژنز، به‌طور قابل توجهی کاهش می‌یابد زیرا اسپرماتیدهای هاپلوئید تحت بازسازی عمده کروماتین هسته‌اای، به هستهٔ اسپرم بسیار فشرده قرار می‌گیرند. چند هفتهٔ آخر رشد اسپرم قبل از لقاح، اسپرم‌ها بسیار مستعد آسیب دی‌ان‌ای هستند. این آسیب‌ها می‌توانند بدون ترمیم به تخمک منتقل شوند.
ملفالان یک مادهٔ آلکیل‌کنندهٔ دوکاره است که اغلب در شیمی‌درمانی استفاده می‌شود. صدمات دی‌ان‌ای بین رشته‌ای میوز ناشی از ملفالان می‌تواند از ترمیم بگریزد و باعث اختلال کروموزومی در زیگوت شود. بنابراین به نظر می‌رسد ترمیم دی‌ان‌ای قبل و بعد از لقاح در جلوگیری از ناهنجاری‌های کروموزوم و اطمینان از یک‌پارچگی ژنوم بسیار مهم است.

## روش‌های تشخیصی
بسته به اطلاعات و موارد مورد نیاز، تکنیک‌ها و نمونه‌برداری‌های مختلفی قابل انجام است.
- برای تشخیص قبل از تولد جنین، آمنیوسنتز، نمونه‌گیری از پرزهای جفتی از سلول‌های در حال گردش جنین جمع‌آوری شده و به منظور تشخیص ناهنجاری‌های کروموزومی احتمالی، تجزیه و تحلیل شوند.
- برای بررسی جنین پیش از لانه‌گزینی، نمونه‌برداری از بلاستوسیست انجام می‌شود.
- برای غربال‌گری و شناسایی لنفوم یا سرطان خون، روش بیوپسی (بافت‌برداری) از مغز استخوان انجام می‌شود.